# Wolfgang Müller-Wiener
Wolfgang Müller-Wiener (né le 17 mai 1923 à Friedrichswerth, Thuringe, Allemagne - mort le 25 mars 1991 à Istanbul, Turquie) est un historien de l'architecture, un archéologue et un byzantiniste allemand.

## Biographie
Wolfgang Müller-Wiener naît le 17 mai 1923.
Il meurt le 25 mars 1991.

## Œuvres
- (de) (avec Armin von Gerkan) Das Theater von Epidauros, W. Kohlhammer, Stuttgart, 1961
- (de) « Mittelalterliche Befestigungen im südlichen Ionien » dans Istanbuler Mitteilungen  (ISSN 0341-9142), vol. 11, 1961, p. 5–122
- (de) « Die Stadtbefestigungen von Izmir, Sigacik und Çandarli: Bemerkungen zur mittelalterlichen Topographie des nördlichen Ionien » dans Istanbuler Mitteilungen, vol. 12, 1962, p. 59–114
- (de) Burgen der Kreuzritter im Heiligen Land, auf Zypern und in der Ägäis, Deutscher Kunstverlag, Munich, u. a. 1966
- (de) Wolfgang Müller-Wiener, Bildlexikon zur Topographie Istanbuls : Byzantion, Konstantinupolis, Istanbul bis zum Beginn des 17. Jh., Tübingen, Wasmuth, 1977, 534 p. (ISBN 978-3-8030-1022-3)
- (de) « Von der Polis zum Kastron » dans Gymnasium, vol. 93, 1986, p. 435–475
- (de) Griechisches Bauwesen in der Antike, Beck, Munich, 1988,  (ISBN 3-406-32993-4)
- (de) Die Häfen von Byzantion, Konstantinupolis, Istanbul, Wasmuth, Tübingen, 1994.  (ISBN 3-8030-1042-X)